# Анкоридж
А́нкоридж (также Анко́ридж; англ. Anchorage, МФА 'æŋk(ə)rɪʤ, буквально «Якорная Стоянка») — город в США, расположенный в южной части штата Аляска. В Анкоридже проживает свыше 291 247 человек (оценка, 2020 год), это самый северный город в США среди городов с населением более 100 тысяч человек. Является крупнейшим городом на Аляске. 40 % населения штата проживают в Анкоридже, только Нью-Йорк имеет больший процент жителей, проживающих в крупнейшем городе штата. Крупный транспортный узел (порт).

## История
Российское представительство на Аляске было установлено в XIX веке. В 1867 году государственный секретарь США Уильям Генри Сьюард заключил сделку о покупке Аляски у Российской империи за 7,2 миллиона долларов (в расчёте примерно 2 цента за акр). В свете разрухи, вызванной Гражданской войной Севера против Юга 1861—1865 годов и трудностей последовавшего за ней периода «Реконструкции», сделка была саркастично названа политиками, журналистами и простым народом «провалом Сьюарда», «безумием Сьюарда» и «морозилкой Сьюарда».
В 1912 году Аляска стала одной из территорий США. Анкоридж, в отличие от любого другого города на Аляске южнее хребта Брукса, никогда не был ни рыболовецким, ни горнодобывающим центром. Район на десятки миль вокруг Анкориджа является бесплодным участком земли, на котором отсутствуют какие-либо важные для экономики региона месторождения полезных ископаемых.

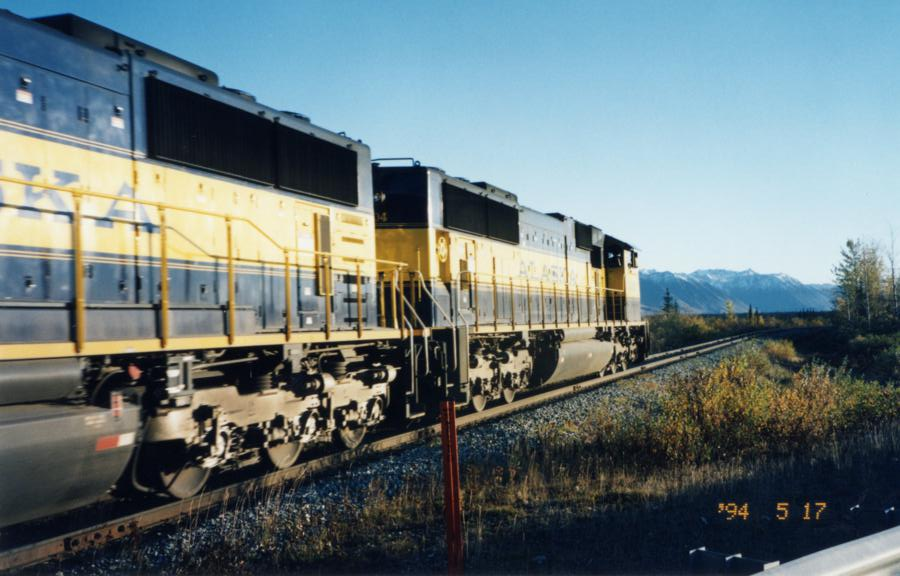
Аляскинская железная дорога

Своим возникновением город обязан стечению обстоятельств. В 1914 году место, где находится современный Анкоридж, было выбрано для основания там железнодорожного центра. Этот центр должен был построить Аляскинскую железную дорогу. Железная дорога была построена за 9 лет с 1915 по 1923 год. Место, где располагался штаб железной дороги, быстро стало палаточным городком под названием Шип-Крик (Ship Creek). Именно там и был основан Анкоридж 20 ноября 1920 года.
Экономика города в 1920-е годы основывалась на функционировании железной дороги. В период Второй мировой войны Анкоридж сильно развился из-за воздушных транспортировок грузов и военной техники. Именно в это время военное значение города стало всё более важным. В 1930 году был построен аэродром Меррил Филд, названный в честь пионера авиации на Аляске Рассела Меррила. В 1951 году был открыт Международный аэропорт Анкориджа. Также в 1940-е годы была построена база ВВС США «Эльмендорф», названная в честь капитана Хью Эльмендорфа.
27 марта 1964 года всю Аляску потрясло землетрясение, в результате которого погибло 115 человек и был причинён ущерб на сумму 1,8 миллиардов долларов (по курсу 2007 года). Это землетрясение явилось сильнейшим землетрясением в истории США и вторым в истории наблюдений. Его магнитуда составила 9,1 — 9,2. Восстановление разрушений, причинённых катастрофой, происходило большую часть 1960-х годов.
В 1968 году была найдена нефть на месторождении Прудо-Бей, на берегу Ледовитого океана, что привело к бурному развитию города из-за нефтяного бума. В 1970-е и 1980-е годы Анкоридж продолжал бурно развиваться, проводятся активные кампании по благоустройству и улучшению внешнего вида города.
Четыре раза (1956, 1965, 1985, 2002) город получал премию Всеамериканский город, присуждаемую Национальной гражданской лигой, которую неофициально называют «Нобелевской премией за конструктивное гражданство» и которая выдаётся за активную гражданскую позицию жителей некорпоративных сообществ Соединённых Штатов в жизни местного самоуправления.

## Географическое положение

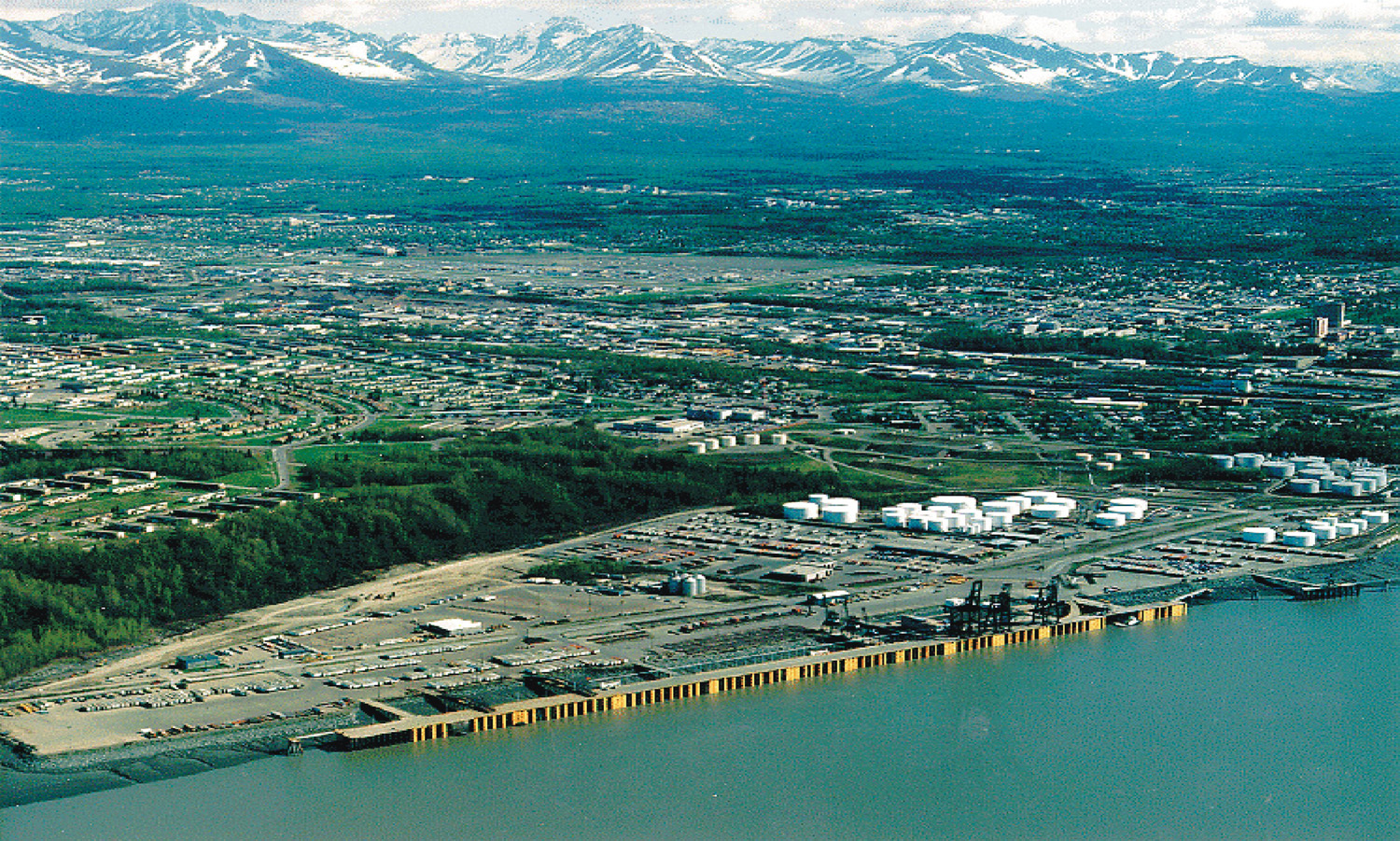
Вид на порт

Анкоридж расположен в Южной части Центральной Аляски. Располагаясь на 61-м градусе северной широты, город находится немного севернее Осло, Хельсинки, Стокгольма и Санкт-Петербурга, но гораздо южнее Рейкьявика. Город расположен северо-восточнее Аляскинского полуострова, острова Кадьяк и залива Кука, севернее полуострова Кенай, северо-западнее пролива Принца Вильгельма, Юго-Восточной Аляски и южнее высочайшей горы Северной Америки.
Через город проходит Аляскинская железная дорога.
Центр города расположен на полуострове, выдающемся на запад. К северу от центра аэропорт Эльмендорф, к востоку от центра военная база Ричардсон, к юго-востоку от центра долина Берд-Вэлли.

## Климат

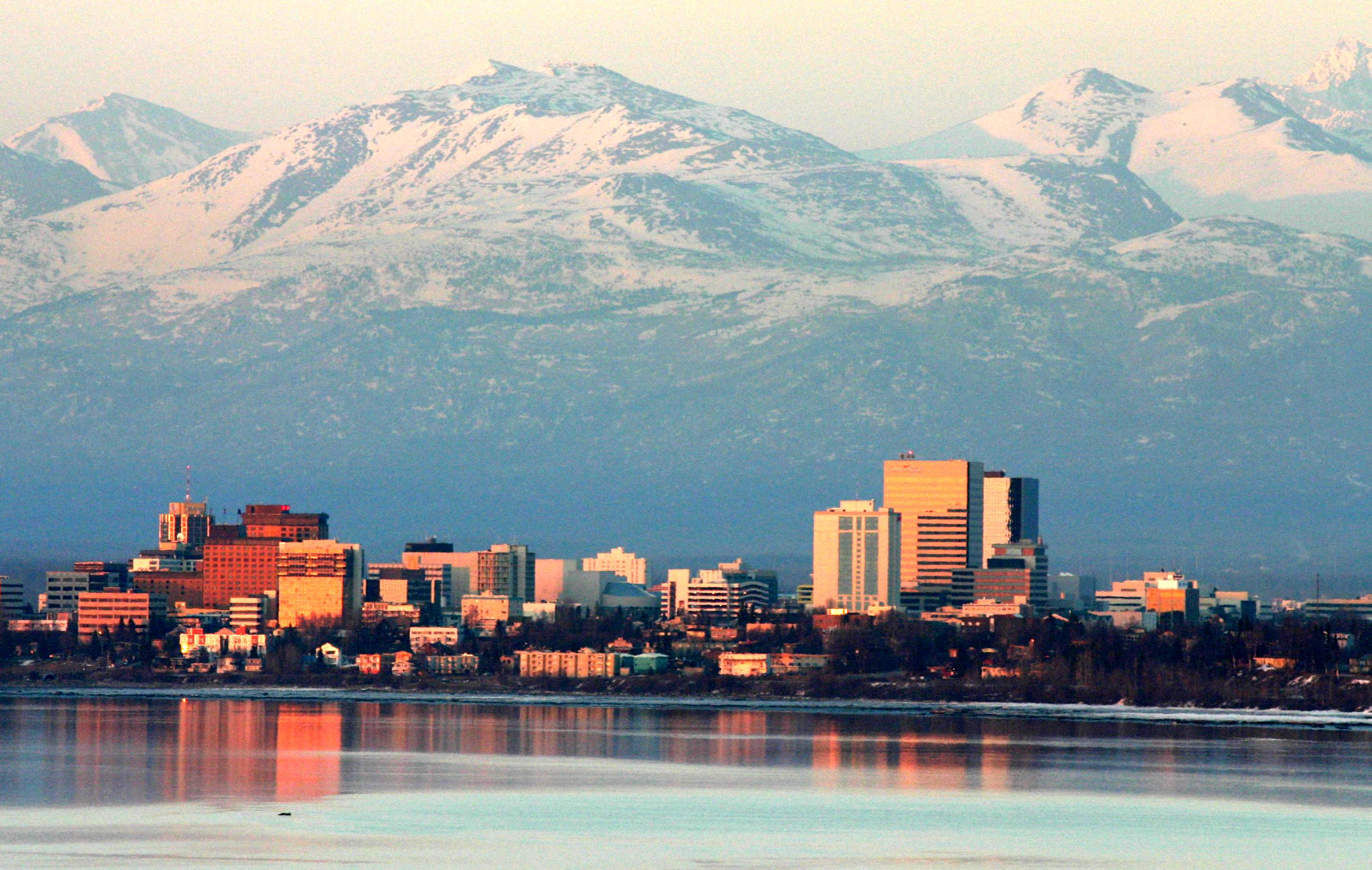
Анкоридж апрельским вечером

В городе Анкоридж умеренно-холодный климат, по классификации климатов Кёппена — субарктический климат (индекс Dfc).
Благодаря влиянию тёплого Аляскинского течения — ветви Северо-Тихоокеанского течения климат Анкориджа значительно мягче, чем в российском Магадане, расположенном несколько южнее (59°34' с. ш.), а летние температуры здесь выше, чем в Петропавловске-Камчатском, который лежит значительно дальше к югу (53° с. ш.). Горный хребет Чугач частично препятствует вторжению арктических воздушных масс с севера Аляски.
| Показатель | Янв.  | Фев.  | Март  | Апр.  | Май   | Июнь  | Июль  | Авг.  | Сен.  | Окт.  | Нояб. | Дек.  | Год  |
| --- | ----- | ----- | ----- | ----- | ----- | ----- | ----- | ----- | ----- | ----- | ----- | ----- | ---- |
| Абсолютный максимум, °C                                                                                                   | 10    | 9     | 12    | 21    | 25    | 29    | 32    | 28    | 23    | 18    | 12    | 11    | 32   |
| Средний суточный максимум, °C                                                                                             | −5,2  | −2,6  | 0,6   | 7,3   | 13,5  | 17,4  | 19,0  | 17,8  | 13,2  | 5,6   | −1,7  | −3,9  | 6,7  |
| Средняя температура, °C                                                                                                   | −8,4  | −5,9  | −3,4  | 3,1   | 8,9   | 13,3  | 15,3  | 14,2  | 9,6   | 2,4   | −4,7  | −7    | 3,1  |
| Средний суточный минимум, °C                                                                                              | −11,7 | −9,3  | −7,4  | −1,2  | 4,4   | 9,1   | 11,6  | 10,5  | 6,1   | −0,7  | −7,6  | −10,1 | −0,6 |
| Абсолютный минимум, °C | −37   | −33   | −31   | −20   | −8    | 1     | 2     | −1    | −7    | −21   | −29   | −34   | −37  |
| Среднее число солнечных часов в месяц                                                                                     | 82,9  | 120,5 | 195,8 | 235,3 | 288,7 | 274,7 | 250,1 | 203,9 | 159,8 | 117,1 | 80,6  | 51,8  | 2061 |
| Среднее число дней с осадками                                                                                             | 8     | 8     | 6     | 5     | 7     | 9     | 12    | 14    | 15    | 12    | 10    | 11    | 115  |
| Норма осадков, мм | 19    | 22    | 18    | 11    | 17    | 26    | 46    | 74    | 79    | 46    | 30    | 29    | 417  |
| Источник: Национальное управление океанических и атмосферных исследований. w2.weather.gov. Дата обращения: 7 января 2022. |       |       |       |       |       |       |       |       |       |       |       |       |      |

## Население
По данным 2020 года население города составляет 291 247 человек. Белые американцы составляют 69,8 % населения города; афроамериканцы — 6,3 %; азиаты — 6,1 %; коренные американцы — 5,5 %. По данным прошлой переписи 2000 года население Анкориджа было 260 283, доля белых американцев тогда составляла 72,2 %; афроамериканцев — 5,8 %; коренных американцев — 7,3; азиатов — 5,6. Наиболее распространёнными языками населения после английского были: испанский (4 %), тагальский (1,5 %) и корейский (1,4 %). Доля лиц в возрасте до 18 лет составляла 29,1 %; доля лиц старше 65 лет — 5,5 %. Средний возраст населения — 32 года. Половой состав: 101,6 мужчин на 100 женщин.
В Анкоридже проживает довольно крупная хмонгская диаспора, численность которой по данным переписи 2000 года составляет 300 человек.

## Туризм

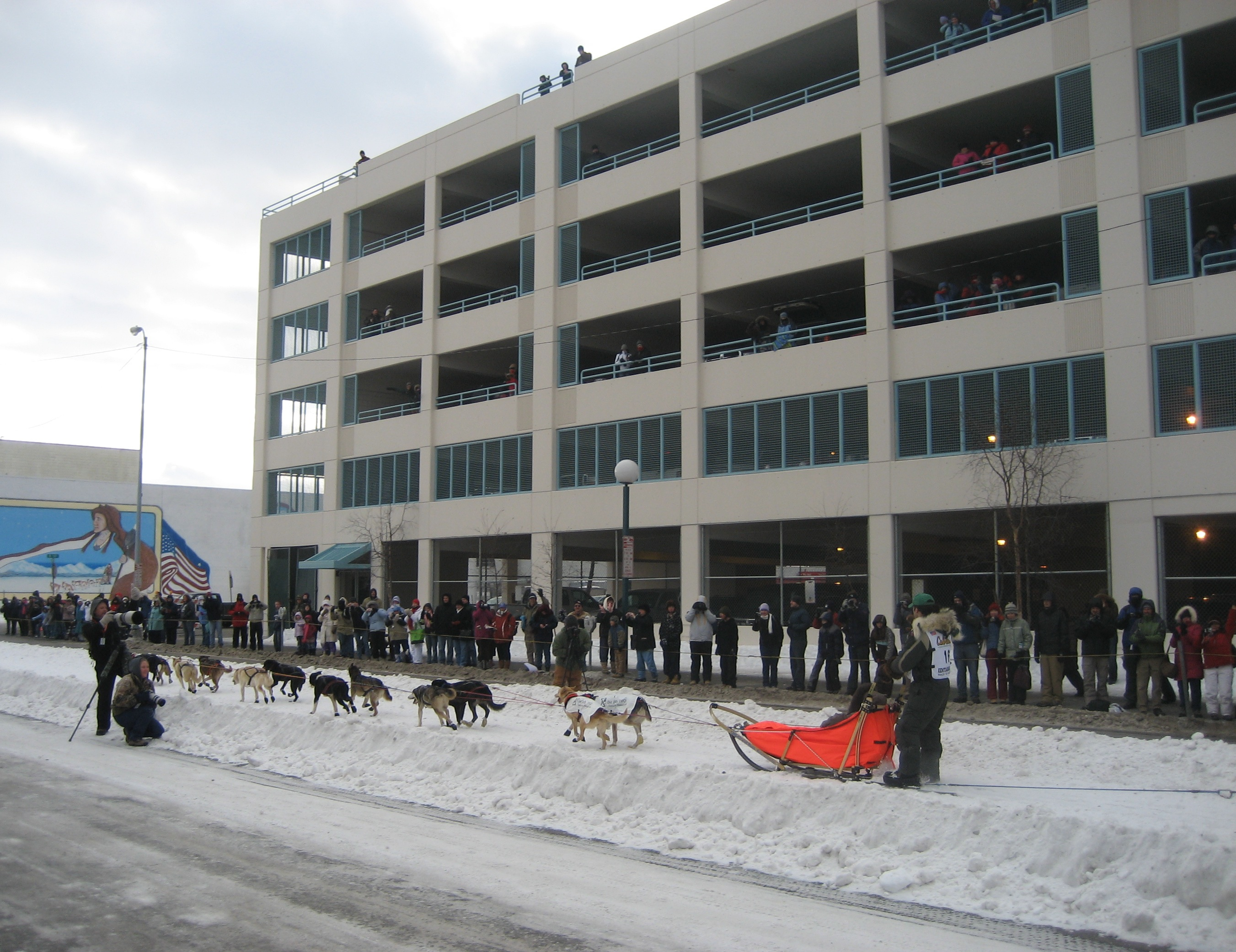
Гонки на собачьих упряжках в центре города

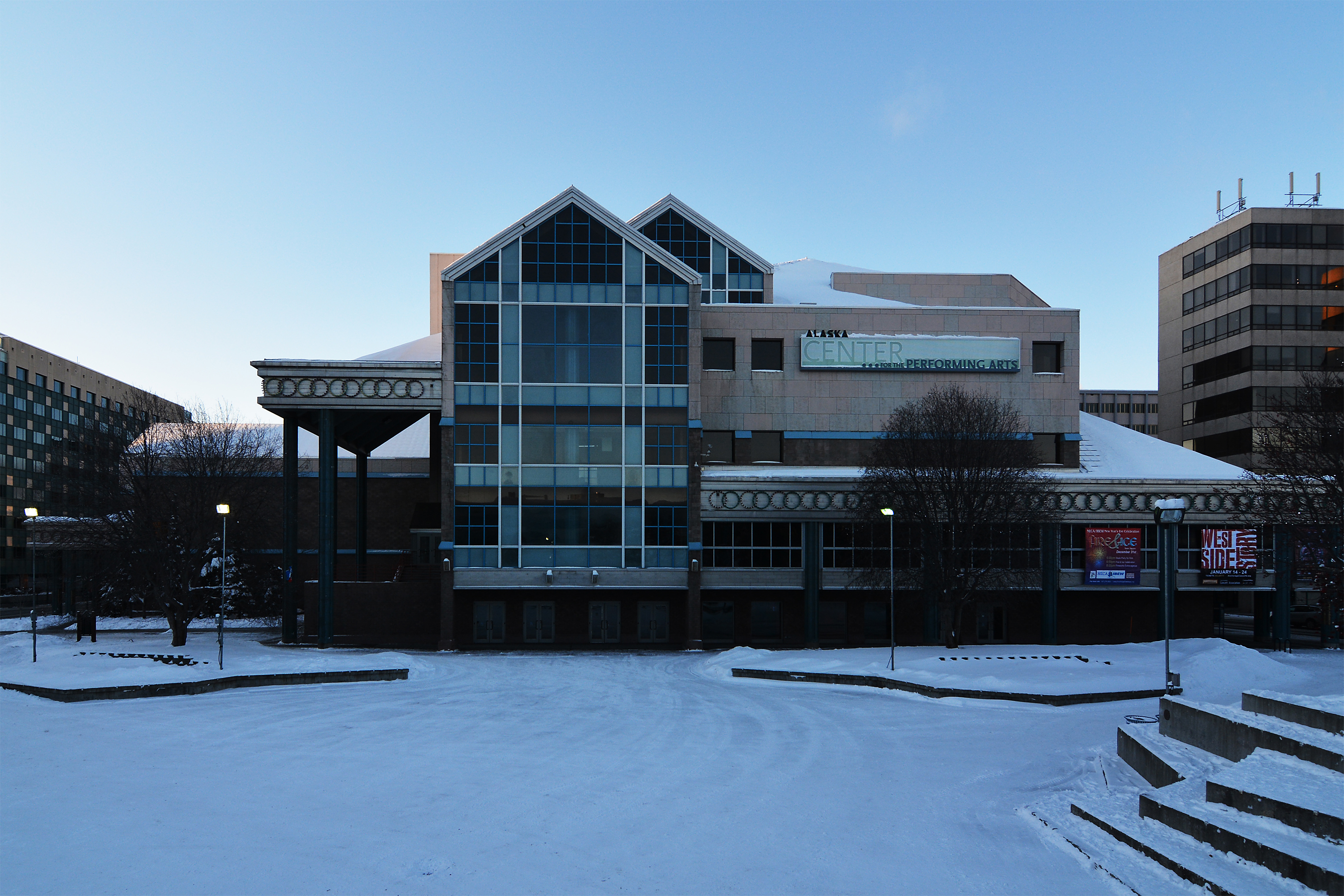
Аляскинский Центр изобразительных искусств

Туризм на Аляске играет большую роль. В городе находится международный аэропорт имени Теда Стивенса — самый крупный на Аляске, и многие туристы на полуостров изначально попадают сюда.
Город с трёх сторон окружён национальными парками. К северу от города находится национальный парк «Денали», в котором расположена самая высокая гора в Северной Америке Денали.

### Городские достопримечательности
Архитектурных достопримечательностей XX века в городе практически не сохранилось. Причиной тому стало землетрясение магнитудой 9,2, произошедшее 27 марта 1964 года.
Однако в городе есть музейные достопримечательности:
- Центр наследия коренных жителей Аляски (Alaska Native Heritage Center)[18]
- Музей Анкориджа (Anchorage Museum at Rasmuson Center)[19]
- Музей истории и искусств Анкориджа (Anchorage Museum of History and Art)[20]
- Музей авиации (Alaska Aviation Heritage Museum)
- Зоопарк штата Аляска (Alaska Zoo)
- Гидроаэропорт Лейк-Худ (Lake Hood Floatplane Base)
- Ферма с овцебыками (Мускусный бык) (Musk Ox Farm)

## Научные учреждения
В Анкоридже находится Аляскинский ботанический сад, основанный в 1993 году.

## Города-побратимы
- Австралия: Дарвин
- Республика Корея: Инчхон
- Норвегия: Тромсё
- Великобритания: Уитби
- Япония: Титосе

В 2023 году Анкоридж приостановил сотрудничество с российским городом Магадан из-за вторжения России на Украину.